# Sigmodontomys alfari
Sigmodontomys alfari е вид гризач от семейство Мишкови (Muridae). Видът не е застрашен от изчезване.

## Разпространение и местообитание
Разпространен е във Венецуела, Еквадор, Колумбия, Коста Рика, Никарагуа, Панама и Хондурас.
Обитава гористи местности, блата, мочурища и тресавища.

## Описание
Популацията на вида е стабилна.